# Реклама push-повідомленнями
Пуш-повідо́млення — це короткі повідомлення, які вебресурс розсилає своїм передплатникам на комп'ютери і мобільні пристрої. Такі повідомлення повертають користувача на сайт, який він уже відвідував (причому роблять це набагато ефективніше, ніж контекстна реклама або будь-який інший вид масових розсилок). Технічні можливості push-розсилок дозволяють розробляти більш продуктивну і «чуйну» до поведінки користувача маркетингову стратегію.
Пуш-повідомлення з'являється поверх всіх розкритих вікон і затримується на екрані пристрою певну кількість часу. Деякі ОС (наприклад, Android) дозволяють отримувати «пуші» навіть при закритому браузері.
Користувач самостійно підписується на пуш-розсилку. Процедура підписки максимально спрощена: здійснюється в один клік по кнопці «Дозволити» в сервісному вікні браузера (на сайтах https), або в два кліка (на сайтах http).
Передплатнику не потрібно повідомляти свої особисті дані (номер телефону, електронна адреса та іншу інформацію, яка потрібна, наприклад, при підписці на розсилку email, sms або Viber).
Проста процедура і відсутність необхідності надавати дані про себе (а багато користувачів не поспішають ділитися «особистої» інформацією) стають першим кроком до формування позитивної взаємодії з клієнтом. Часто користувач погоджується на підписку в нативному вікні браузера імпульсивно. Якщо в подальшому одержувані їм пуші будуть цікавими і актуальними — клієнт не стане відмовлятися від підписки.
Структура push-повідомлення:
- Тема (основна тема повідомлення) — до 65 символів;
- Текст повідомлення — до 240 символів;
- Посилання на задану відправником сторінку вебресурсу;
- Картинка.

Структура пуш-повідомлення може змінюватися, в залежності від браузера. Розглянемо докладніше.
Як виглядають push-повідомлення в браузері?
Для кожного браузера і типу пристроїв пуш-повідомлення може відображатися інакше. Крім того, на зовнішній вигляд «пуша» можна вплинути заздалегідь заданими параметрами на стороні відправника. Серед додаткових елементів в пуш-сервісі Gravitec.net виділяють: Великі картинки — 360х240 пікселів, замість стандартної 192х192;
Кнопки для переходу на різні сторінки, або для вибору дії в одному повідомленні.